# Стефан Петров (оператор)
Стефан Петров Недев (14 август 1894 – 3 март 1983 г.) е български фотограф, лаборант кинооператор и продуцент. В края на 20-те години на XX век закупува от Минко Балкански, с когото дотогава са съдружници, „част от снимачната техника“ на старата „Луна“ и става собственик на Кино-лаборатория „Луна“, извършваща „копирания и промивания“ на филмова лента и щанцоване върху нея на филмови надписи (посредством патентована от Петров технология). Там той реализира „първите си филмови снимки за града Сливен и малките текстилни фабрики“, там прави първите си стъпки в киното Йото Йотов, там в края на 30-те години бива приютена тон-апаратурата на Георги Парлапанов и Кирил Попов, с която са озвучени десетки филми, сред които и „Грамада“ (1936). Там през 1937 г. Александър Вазов осъществява дублажа на „Маня“. През 1944 г. лабораторията е евакуирана в Панагюрище.